# Andreas Lojewski
Andreas Lojewski, auch Andreas von Lojewski, (* 2. Februar 1949 in Westerland/Sylt) ist ein deutscher Rechtsanwalt und Politiker (SPD, Arbeit für Bremen und Bremerhaven (AFB)) aus Bremen und er war Mitglied der Bremischen Bürgerschaft. 

## Biografie

### Ausbildung und Beruf
Lojewski studierte Rechtswissenschaften. Er war als Rechtsanwalt in Bremen tätig und begründete eine selbständige Praxis.
Er lebt und arbeitete nach 2000 in New Braunfels in Texas und wirkte im Bereich Finanzdienstleistungen und Wirtschaftsfragen.

### Politik
Lojewski war seit 1967 bis etwa 1994/95 Mitglied der SPD, u. a. in dem SPD-Ortsverein Neustadt. Er gründete mit Anderen – vorwiegend Sozialdemokraten – 1995 die Wählergemeinschaft AFB.
Er war von 1983 bis 1992 für die SPD Mitglied der Bremischen Bürgerschaft und in verschiedenen Deputationen und Ausschüssen der Bürgerschaft tätig. Er war von 1987 bis 1991 Vorsitzender des Untersuchungsausschusses zur Aufklärung von Missständen um das Bremer Zentralkrankenhaus St.-Jürgen-Straße. Zuletzt war er Sprecher der Wirtschaftsdeputation. 1992 legte er sein Bürgerschaftsmandat nieder. 
Von 1995 bis 1999 war er für die bürgerliche AFB Mitglied in der Bürgerschaft und einer der drei Sprecher der AFB-Fraktion sowie 1997/99 im Untersuchungsausschuss Justizvollzugsanstalt Bremen. Er kandidierte 1999 erneut, aber erfolglos als Spitzenkandidat der AFB für die Bürgerschaft, nachdem die damalige Vorsitzende Elke Kröning nach Querelen im Vorstand nicht nominiert worden war und bald danach wieder in die SPD eintrat. Die AFB löste sich 2002 auf.